# Trine Baumbach
Trine Baumbach (født d. 9. marts 1965 i Gentofte) er en dansk jurist og professor i strafferet. Hun er medlem af Radio- og tv-nævnet, Straffelovrådet og har udgivet flere bøger om bl.a. strafferet. I 2023 modtog hun Danners ærespris.
Baumbach spillede en stor rolle i den samtykkebaserede voldtægtsbestemmelse, da hun som det eneste medlem af Straffelovrådet insisterede på samtykke.
Trine Baumbach blev i 1994 cand.jur. fra Københavns Universitet og opnåede i 2008 ph.d. fra samme universitet. I dag er hun professor på Københavns Universitet.

## Udgivelser
- Det strafferetlige legalitetsprincip - hjemmel og fortolkning (2008) Jurist- og Økonomforbundets Forlag. ISBN 9788757419344
- Strafferet og menneskeret (2014) Karnov Group. ISBN 9788761935816[5]
- Medieret - frihed og ansvar (2017) Karnov Group. ISBN 9788761942906
- Strafferettens almindelige del (2022) Karnov Group. ISBN 9788757451696
- Strafferettens katekismus (2024) Karnov Group. ISBN 9788757454062
- Partnervold og partnerdrab - samfundets blinde vinkel (2024) Djøf Forlag. ISBN 9788757454789
- Voldtægtssagen - retssystemets akilleshæl (2021) Djøf Forlag. ISBN 9788757445725